# Marcela Agoncillo
Marcela Mariño Agoncillo (Taál, 24 de junio de 1859-Manila, 30 de mayo de 1946) fue una mujer filipina reconocida como la principal costurera de la primera bandera de Filipinas oficial con el sobrenombre de «La madre de la bandera filipina».
Marcela Coronel Mariño era hija de Francisco Diokno Mariño y Eugenia Coronel Mariño, una familia rica en su ciudad natal de Taál, Batangas. Terminó sus estudios en Santa Catalina College, adquirió sus conocimientos en música y artesanía femenina. A los 30 años, se casó con Felipe Encarnación Agoncillo, abogado y jurista filipino, y dio a luz a seis hijos. Su matrimonio tuvo un papel importante en la historia de Filipinas. Cuando su esposo se exilió en Hong Kong durante el estallido de la Revolución Filipina, Marcela Mariño Agoncillo y el resto de la familia se unieron a él y residieron temporalmente allí para evitar las hostilidades antifilipinas de la España ocupante. Mientras estaba en Hong Kong, el general Emilio Aguinaldo le pidió que cosiera la bandera que representaría a la República de Filipinas. Marcela Mariño de Agoncillo, con su hija mayor Lorenza y una amiga Delfina Herbosa de Natividad, sobrina de José Rizal, cosieron manualmente la bandera de acuerdo con el diseño del general Emilio Aguinaldo que luego se convirtió en la bandera oficial de la República de Filipinas.
Si bien la bandera en sí es el legado perpetuo de Marcela Mariño de Agoncillo, también se la conmemora a través de museos y monumentos como la placa en Hong Kong (donde residió temporalmente su familia), en su casa solariega en Taál, Batangas, que se ha convertido en museo, en pinturas de pintores notables, así como a través de otras artes visuales.

## Biografía
Marcela Coronel Mariño nació el 24 de junio de 1859 en Taál, Batangas, Filipinas de Francisco Diokno Mariño y Eugenia Coronel Mariño. Creció en su casa familiar Mariño en Taál, Batangas construida en la década de 1770 por sus abuelos, Andrés Sauza Mariño y Eugenia Diokno Mariño.
Como hija de una familia rica y religiosa, Marcela Coronel Mariño fue apodada en su pueblo como Roselang Bubog que significa «una virgen entronizada en la iglesia del pueblo». Cuentan que la gente esperaba pacientemente a que apareciera en el patio de la iglesia por la mañana para asistir a misa acompañada ya sea por una criada o un pariente mayor.

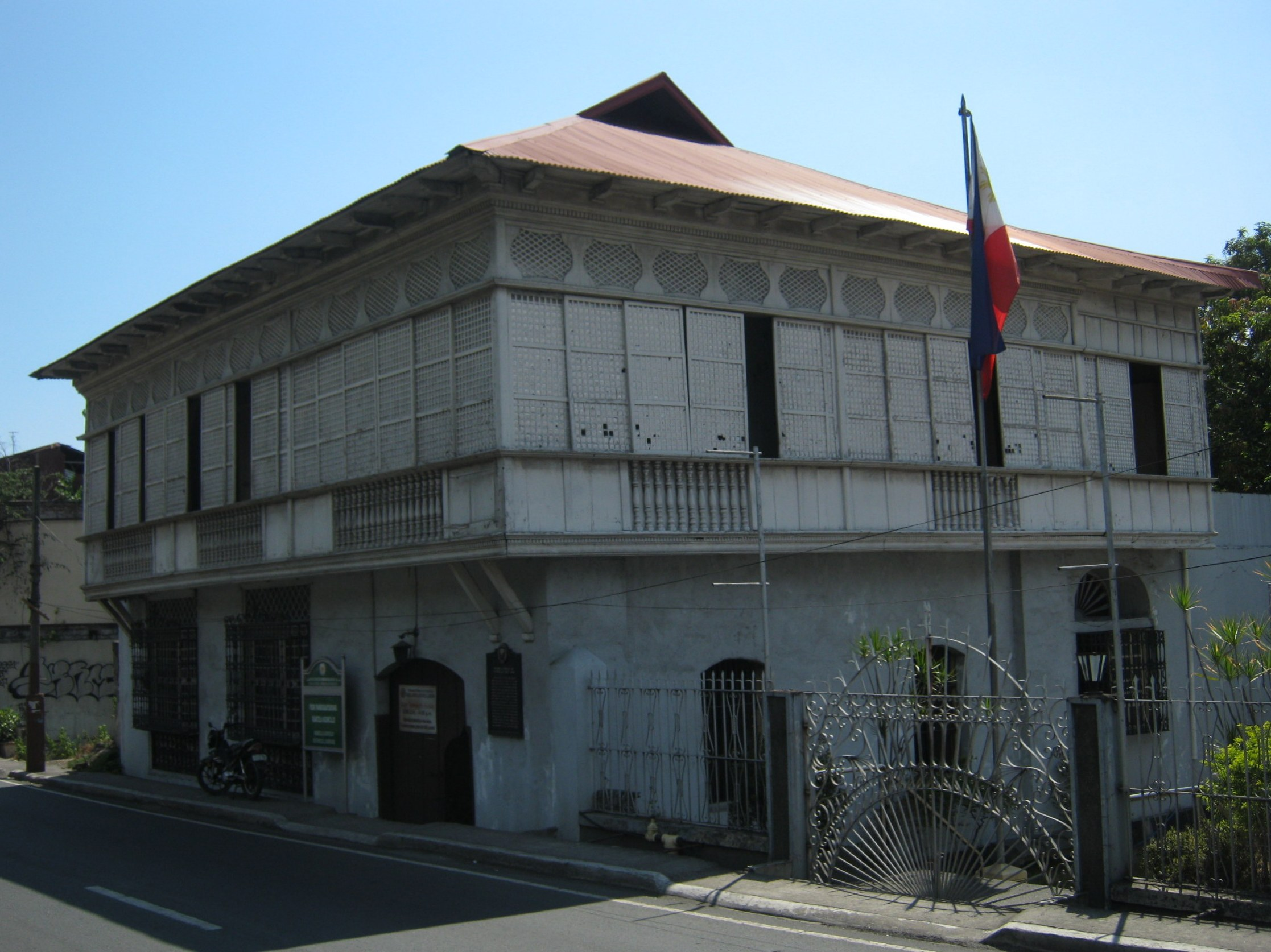
Casa familiar de Marcela Mariño de Agoncillo en Taal, Batangas

Marcela Coronel Mariño fue enviada a un convento después de su educación en Manila. El convento en el que estudiaba era el Colegio Santa Catalina de las Monjas Dominicas, un colegio exclusivo para niñas, establecido en la Ciudad Amurallada de Intramuros donde terminó su educación primaria y secundaria. En la universidad, aprendió español, música, oficios femeninos y asuntos sociales. Pasó su niñez en parte en su ciudad natal y en parte en el convento. En consecuencia, era experta en costura.

## Matrimonio y familia
Marcela Coronel Mariño se casó con Felipe Encarnación Agoncillo, abogado y jurista filipino. Ambos tenían treinta años y Felipe ya era juez cuando finalmente se casaron. Los Agoncillo se mudaron de Taál a Manila, donde vivieron juntos en una casa de dos pisos en la calle MH del Pillar, Malate, cerca de la iglesia de Malate.
Tuvieron seis hijas: Lorenza ("Enchang"), Gregoria ("Goring"), Eugenia ("Nene"), Marcela ("Celing", llamada así por su madre porque pensaban que sería su última hija), Adela (que murió a los tres años) y la menor, María ("Maring", que fue su último hijo sobreviviente y murió el 6 de julio de 1995). La mayoría de sus hijas se convirtieron en maestras. Gregoria Mariño Agoncillo fue la primera filipina en graduarse por la Universidad de Oxford. Después de la graduación de las tres hijas mayores, se les ofreció puestos para enseñar. A Lorenza se le dio una cita para enseñar en la Escuela Católica Malate. Se sumergieron tanto en las respectivas carreras docentes que ninguno de ellos eligió casarse. Sin embargo, María Mariño Agoncillo se casó con Leoncio Noble más tarde, con hijos: Anita Mariño Agoncillo Noble (Miss Filipinas 1926), Froila Mariño Agoncillo Noble y Vicente Mariño Agoncillo Noble. Marcela Mariño de Agoncillo cuidó a todas sus hijas hasta que alcanzaron la madurez. Uno de sus consejos favoritos para ellos era "vivir honestamente y bien, trabajar duro y no depender de la propiedad familiar".
Además de los servicios legales prestados por Felipe a los más pobres, Marcela Mariño Agoncillo y sus hijas observaban todos los jueves como día de caridad, cuando en la calzada de Agoncillo se formaba una cola de personas necesitadas en busca de limosna. Nadie salió de su casa con las manos vacías. Agoncillo les entregaba una bolsa de arroz además del dinero que ella les daba. Esta práctica duró hasta que la pareja se retiró.

## Exilio en Hong Kong
Tras conocer los planes del Gobernador General de Filipinas (Basilio Augustin y Davila) de deportar a Felipe Encarnación Agoncillo, embarcó a Yokohama, Japón, allí permaneció un corto espacio de tiempo hasta dirigirse a Hong Kong donde se unió a otros exiliados filipinos que encontraron asilo cuando estalló la revolución en 1896. Veintidós meses después de la partida de Felipe Encarnación Agoncillo hacia Hong Kong, los Agoncillo y el resto de la familia (sus dos últimas hijas aún no habían nacido) lo siguieron al exilio. Alquilaron una casa en 535 Morrison Hill en el distrito de Wan Chai. Mientras estaba en Hong Kong, Agoncillo dio a luz a su último hijo el 22 de marzo de 1906.

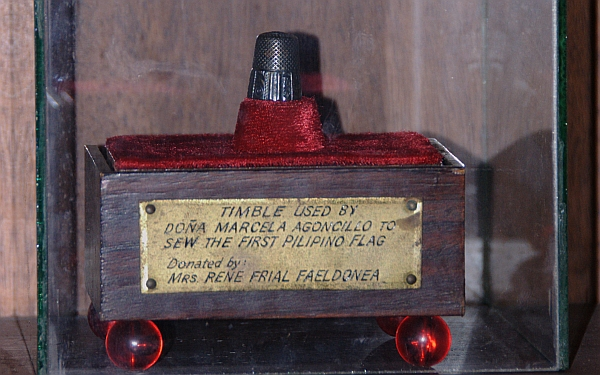
El dedal que utilizó Marcela Mariño de Agoncillo para coser la primera bandera filipina se exhibe en el Palacio de Malacañán.

Felipe Encarnación Agoncillo, siendo él mismo un exiliado, recibía a cualquier filipino que llegaba a su casa. A partir de entonces, el lugar se convirtió en un santuario para otros exiliados revolucionarios filipinos. Iniciaron reuniones en la residencia de Agoncillo, especialmente durante los meses críticos de marzo y abril de 1898. Entre estas personas se encontraban Antonio Luna y el general Emilio Aguinaldo. Asimismo, Josephine Bracken, prometida de José Rizal, buscó refugio en su casa cuando las autoridades españolas amenazaron con torturarla.

### La fabricación de la bandera de Filipinas
Tras la firma del Pacto de Biak-na-Bato el 14 de diciembre de 1897, el general Emilio Aguinaldo visitó la residencia Agoncillo en Hong Kong tras su exilio voluntario. Después de conocerlos, el general Emilio Aguinaldo solicitó que Marcela Mariño de Agoncillo cosiera a mano inmediatamente una bandera según su diseño que encarnara las aspiraciones nacionales de todos los filipinos. Luego Marcela Mariño Agoncillo pidió ayuda a su hija mayor, Lorenza y a Delfina Herbosa Natividad, sobrina de José Rizal para confeccionar la primera bandera filipina.
El trabajo fue breve pero difícil. Las tres trabajaron manualmente y con la ayuda de una máquina de coser. Tuvieron que rehacer la bandera después de que los rayos del sol no estaban en la dirección correcta. Sus ojos y manos sufrieron debido a la prolongada sesión de trabajo. Hecha 100 % de seda fina que compró en Hong Kong, la bandera estaba bordada en oro y contenía franjas azules y rojas y un triángulo blanco con el sol y tres estrellas. La bandera se terminó en cinco días y se conoció como "La bandera de las Tres Estrellas y el Sol".

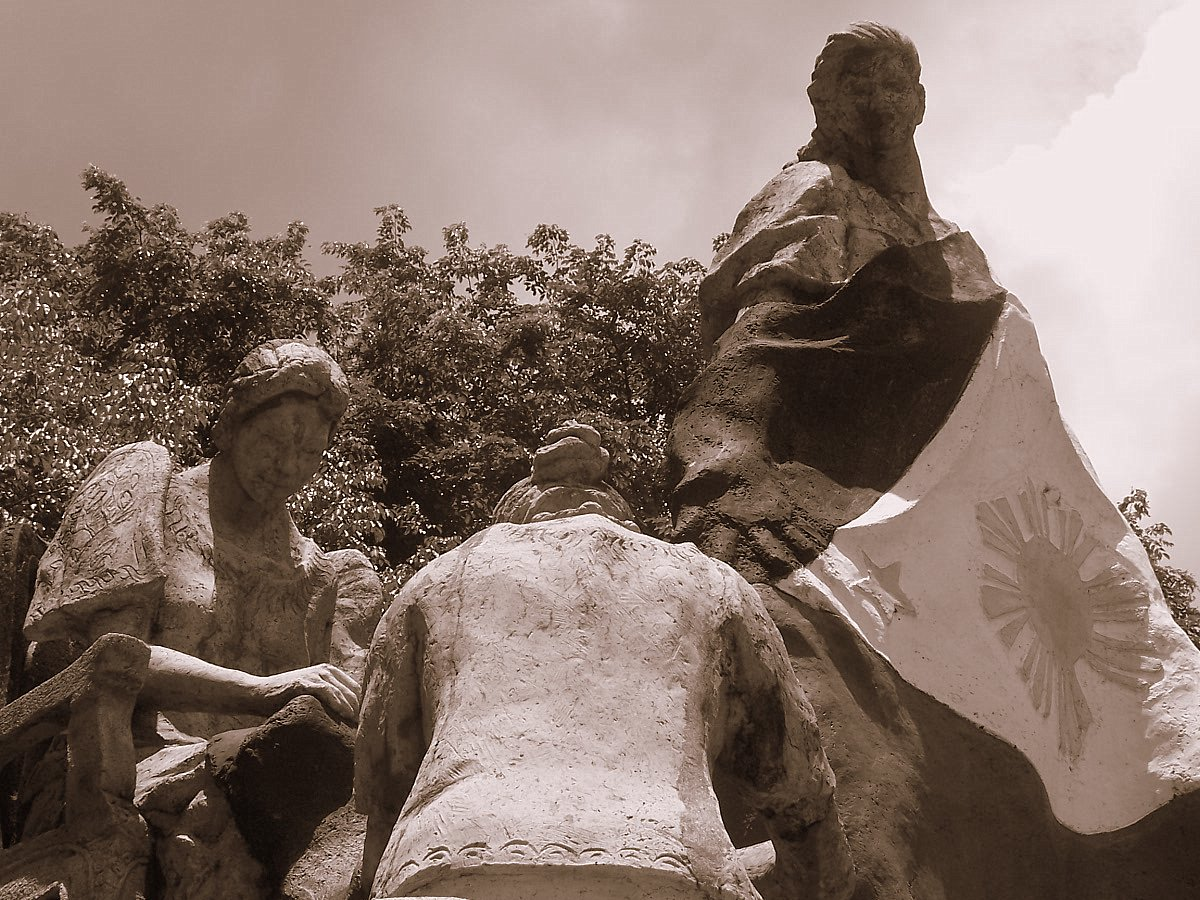
Monumento a las tres mujeres tejiendo la bandera filipina de Napoleón V. Abueva erigido en el campus de UP.

El 17 de mayo de 1898, la bandera fue entregada personalmente por Agoncillo y empaquetada entre las cosas que el presidente Emilio Aguinaldo trajo a Manila. Esta bandera fue izada desde la ventana de la casa de Aguinaldo en Kawit, Cavite, durante la proclamación de la independencia de Filipinas el 12 de junio de 1898 acompañada del Himno Nacional Filipino Marcha Filipina. Sin embargo, no presenció ni esta primera exhibición pública de la bandera ni el momento en que se desplegó la bandera durante el Congreso de Malolos porque su marido se quedó en Hong Kong y ella se quedó con él.

## Conmemoración

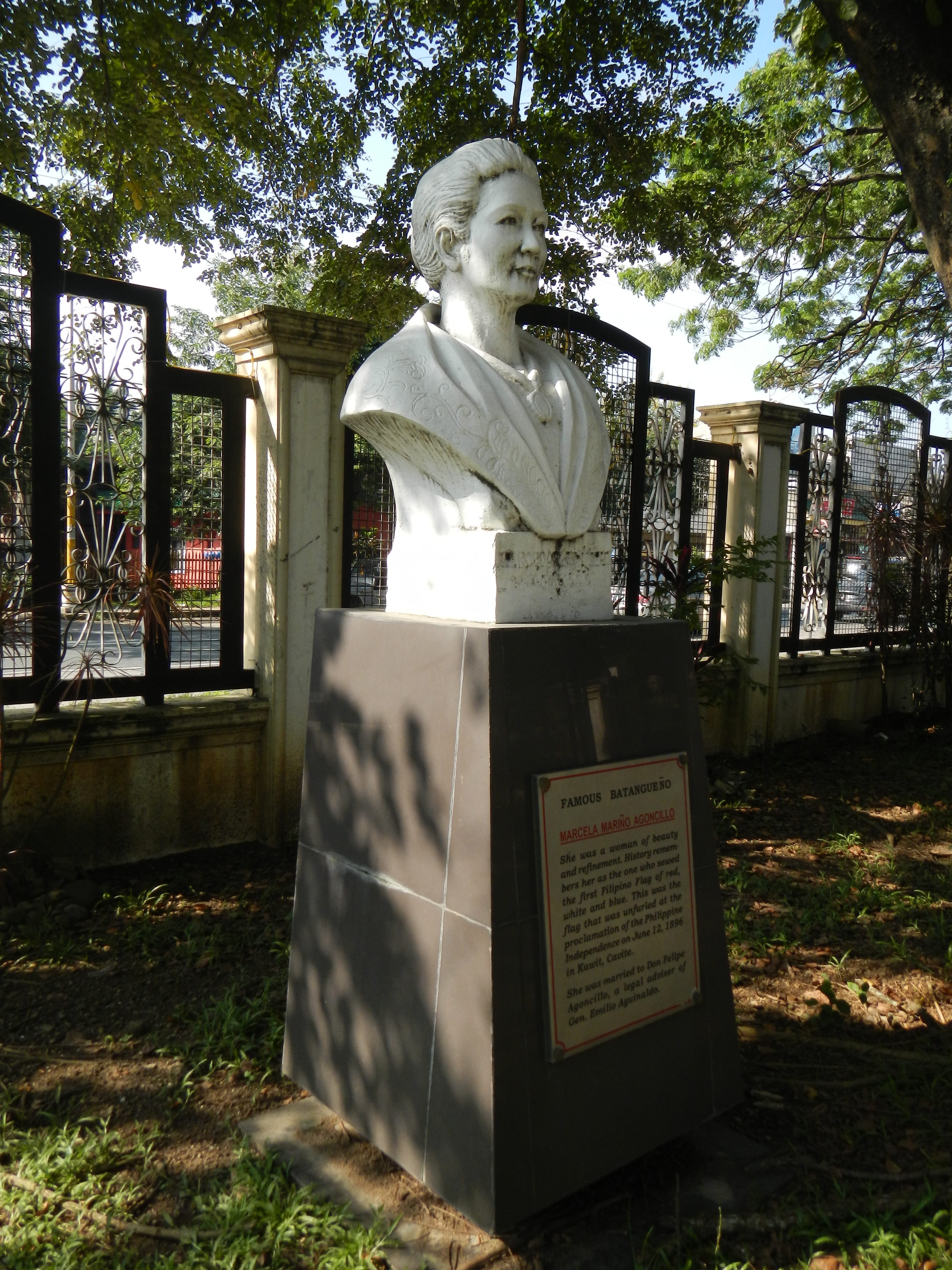
Marcela Mariño Agoncillo (Capitolio Provincial de Batangas)

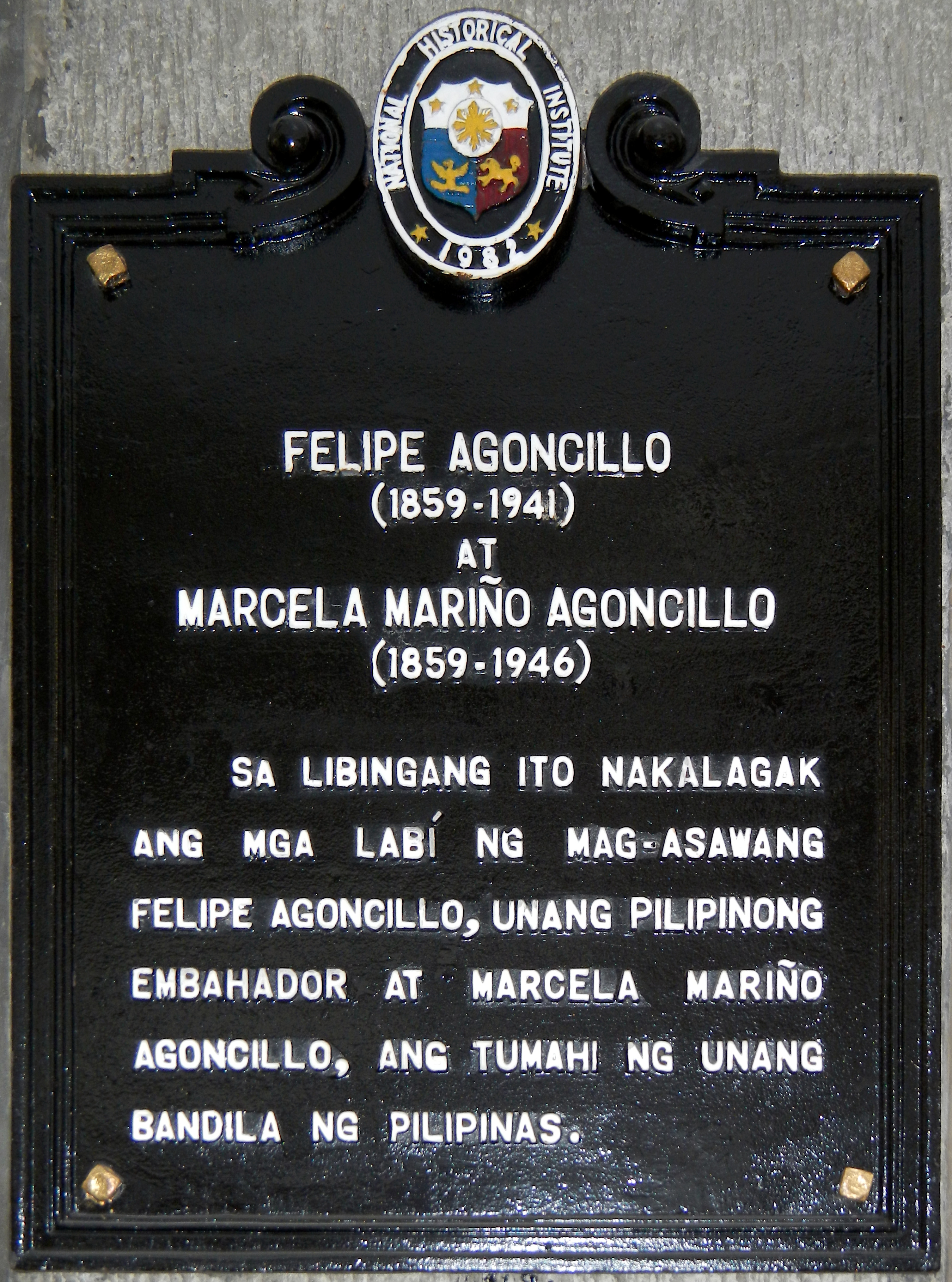
Placa en el cementerio.

Marcela Mariño de Agoncillo (tumba en el cementerio contiguo al Santuario del Santo Cristo, San Juan, Metro Manila).

Se crearon varias figuras conmemorativas en recuerdo de la familia Agoncillo. El 27 de noviembre de 1955, el Instituto Histórico Nacional de Filipinas estableció un museo en Taál, Batangas de acuerdo con su último deseo y fue llamado Museo y Monumento Marcela Mariño de Agoncillo. El museo es la casa solariega Mariño-Agoncillo. La casa convertida en museo exhibe permanentemente banderas y un diorama que representa la costura de la primera bandera. Una estatua de bronce de ella sosteniendo la bandera fue erigida en el jardín de su casa. En Hong Kong, el Consejo de Antigüedades de Hong Kong colocó una placa conmemorativa en Morrison Hill Park para señalar el sitio donde se cosió la primera bandera filipina.
El legado de Marcela Mariño de Agoncillo también se recuerda a través de las artes visuales. En 1996, el artista nacional filipino Napoleón Abueva creó la escultura de hormigón y mármol Tres mujeres tejiendo la bandera filipina en la Universidad de Filipinas Diliman (UP Diliman) para conmemorar a Agoncillo y las otras dos mujeres que la ayudaron en su importante tarea. Además, la Escuela Primaria Marcela Agoncillo está hecha para honrarla. El renombrado pintor filipino Fernando Amorsolo pintó la costura histórica y es conocido a nivel nacional como La fabricación de la bandera filipina .

## En la cultura popular
- Interpretado por Iza Calzado en 2010 video musical oficial GMA Lupang Hinirang
- Interpretado por Maita Ejercito en la película de 2012, El Presidente.